# Gymnastiek op de Olympische Zomerspelen 2024 – Meerkamp team vrouwen
De team meerkamp voor de vrouwen bij het turnen op de Olympische Zomerspelen 2024 in Parijs vond plaats op 28 juli (kwalificatie) en op 30 juli 2024 (finale). De Amerikaanse dames wonnen het onderdeel voor de Italianen die het zilver pakten en de Braziliaanse die het brons wonnen.
Voor Brazilië is het de eerste keer dat ze als team een medaille behalen. De Italiaanse gymnastes hadden al één keer voordien een medaille gehaald, ook zilver. Dit was 96 jaar geleden, op de Olympische Spelen in 1928, toen het vrouwenturnen voor het eerst op het programma stond. 

## Format
Alle deelnemende teams moesten een kwalificatieronde turnen. De beste acht teams gingen door naar de finale. De scores van de kwalificatie werden bij de finale gewist, en alleen de scores die in de finale gehaald werden, telden voor de einduitslag. In de finale werd er op ieder onderdeel door drie turners van een team een oefening geturnd en alle scores worden bij elkaar opgeteld en tot einduitslag verwerkt.

## Beste acht kwalificatieronde
| Rang | Team             | Sprong | Brug met ongelijke liggers | Balk   | Vloer  | Totaal  |
| ---- | ---------------- | ------ | -------------------------- | ------ | ------ | ------- |
| 1    | Verenigde Staten | 44.799 | 43.565                     | 42.366 | 41.566 | 172.296 |
| 2    | Italië           | 41.632 | 43.198                     | 41.198 | 40.833 | 166.861 |
| 3    | China            | 40.099 | 43.732                     | 42.132 | 40.665 | 166.628 |
| 4    | Brazilië         | 42.733 | 41.433                     | 41.433 | 40.900 | 166.499 |
| 5    | Japan            | 40.965 | 40.432                     | 40.733 | 40.066 | 162.196 |
| 6    | Canada           | 42.133 | 41.132                     | 39.199 | 39.099 | 161.563 |
| 7    | Groot-Brittannië | 41.966 | 39.399                     | 40.333 | 39.132 | 160.830 |
| 8    | Roemenië         | 40.966 | 36.999                     | 40.799 | 40.733 | 159.497 |

## Uitslag
| Rang   | Team               | Sprong     | Brug met ongelijke liggers | Balk       | Vloer      | Totaal  |
| ------ | ------------------ | ---------- | -------------------------- | ---------- | ---------- | ------- |
| Goud   | Verenigde Staten   | 44.100 (1) | 43.332 (1)                 | 41.699 (1) | 42.165 (1) | 171.296 |
| Goud   | Simone Biles       | 14.900     | 14.400                     | 14.366     | 14.666     | 171.296 |
| Goud   | Jade Carey         | 14.800     |                            |            |            | 171.296 |
| Goud   | Jordan Chiles      | 14.400     | 14.366                     | 12.733     | 13.966     | 171.296 |
| Goud   | Sunisa Lee         |            | 14.566                     | 14.600     | 13.533     | 171.296 |
| Goud   | Hezly Rivera       |            |                            |            |            | 171.296 |
| Zilver | Italië             | 41.665 (5) | 42.665 (2)                 | 41.199     | 39.965 (5) | 165.494 |
| Zilver | Angela Andreoli    | 13.566     |                            | 13.300     | 12.833     | 165.494 |
| Zilver | Alice D'Amato      | 13.933     | 14.633                     | 13.933     | 13.466     | 165.494 |
| Zilver | Manila Esposito    | 14.166     |                            | 13.966     | 12.666     | 165.494 |
| Zilver | Elisa Iorio        |            | 14.266                     |            |            | 165.494 |
| Zilver | Giorgia Villa      |            | 13.766                     |            |            | 165.494 |
| Brons  | Brazilië           | 42.366 (2) | 41.199 (5)                 | 39.966 (6) | 40.966 (2) | 164.497 |
| Brons  | Rebeca Andrade     | 15.100     | 14.533                     | 14.133     | 14.200     | 164.497 |
| Brons  | Jade Barbosa       | 13.366     |                            |            |            | 164.497 |
| Brons  | Lorrane Oliveira   |            | 13.000                     |            |            | 164.497 |
| Brons  | Flávia Saraiva     | 13.900     | 13.666                     | 13.433     | 13.533     | 164.497 |
| Brons  | Júlia Soares       |            |                            | 12.400     | 13.233     | 164.497 |
| 4      | Groot-Brittannië   | 41.732 (4) | 42.233 (4)                 | 40.099 (5) | 40.199 (4) | 164.263 |
| 4      | Becky Downie       |            | 14.933                     | 12.933     |            | 164.263 |
| 4      | Ruby Evans         | 13.966     |                            |            | 13.100     | 164.263 |
| 4      | Georgia-Mae Fenton | 13.800     | 14.000                     | 13.566     |            | 164.263 |
| 4      | Alice Kinsella     | 13.966     | 13.300                     | 13.600     | 13.633     | 164.263 |
| 4      | Abigail Martin     |            |                            |            | 13.466     | 164.263 |
| 5      | Canada             | 41.866 (3) | 39.800 (6)                 | 41.433 (2) | 39.333 (7) | 162.432 |
| 5      | Ellie Black        | 14.166     | 12.800                     | 14.300     | 13.633     | 162.432 |
| 5      | Cassie Lee         |            |                            | 13.333     | 12.600     | 162.432 |
| 5      | Shallon Olsen      | 14.400     |                            |            |            | 162.432 |
| 5      | Ava Stewart        | 13.300     | 13.500                     | 13.800     |            | 162.432 |
| 5      | Aurélie Tran       | 13.500     |                            | 13.100     |            | 162.432 |
| 6      | China              | 39.366     | 41.066                     | 41.599     | 39.166     | 161.196 |
| 6      | Lu Yufel           | -          | 13.333                     | 113.966    | 13.166     | 161.196 |
| 6      | Ou Yushan          | 12.700     | 13.233                     | -          | -          | 161.196 |
| 6      | Tang Xjing         | 12.600     | 14.500                     | 13.733     | 12.866     | 161.196 |
| 6      | Zhang Jin          | 14.066     | -                          | 13.900     | 12.866     | 161.196 |
| 7      | Roemenië           | 40.999 (6) | 38.899 (8)                 | 39.000 (8) | 40.599 (3) | 159.497 |
| 7      | Ana Bărbosu        | 13.933     | 12.433                     | 12.700     | 13.566     | 159.497 |
| 7      | Lilia Cosman       | 13.433     | 13.133                     |            |            | 159.497 |
| 7      | Amalia Ghigoarță   |            | 13.333                     | 12.500     | 13.133     | 159.497 |
| 7      | Sabrina Voinea     | 13.633     |                            | 13.800     | 13.900     | 159.497 |
| 7      | Andreea Preda      |            |                            |            |            | 159.497 |
| 8      | Japan              | 40.765 (7) | 39.133 (7)                 | 39.966 (7) | 39.599 (6) | 159.463 |
| 8      | Rina Kishi         | 13.966     | 13.600                     | 13.466     | 13.433     | 159.463 |
| 8      | Haruka Nakamura    | 12.966     | 12.433                     | 12.800     | 13.233     | 159.463 |
| 8      | Mana Okamura       |            | 13.100                     | 13.700     | 12.933     | 159.463 |
| 8      | Kohane Ushioku     | 13.833     |                            |            |            | 159.463 |

1928: Agsteribbe, Burgerhof, De Levie, Nordheim, Polak, Simons, Stelma, Van den Berg, Van den Bos, Van der Vegt, Van Randwijk, Van Rumt ·
1936: Bärwirth, Bürger, Frölian, Iby, Meyer, Pöhlsen, Schmitt, Sohnemann ·
1948: Honsová, Kovářová, Misáková, Müllerová, Růžičková, Šilhánová, Srncová, Veřmiřovská ·
1952: Gorochovskaja, Botsjarova, Minaitsjeva, Oerbanovitsj, Danilova, Sjamrai, Dzjoegeli, Kalintsjoek ·
1956: Manina, Latynina, Moeratova, Kalinina, Astachova, Jegorova ·
1960: Moeratova, Latynina, Astachova, Ljoechina, Ivanova, Nikolajeva ·
1964: Latynina, Astachova, Voltsjetskaja, Zamotajlova, Manina, Gromova ·
1968: Koetsjinskaja, Voronina, Petrik, Karasjova, Toerisjtsjeva, Boerda ·
1972: Toerisjtsjeva, Korboet, Lazakovitsj, Boerda, Saadi, Kosjel ·
1976: Filatova, Grozdova, Kim, Korboet, Saadi, Toerisjtsjeva ·
1980: Davydova, Filatova, Kim, Naimoesjina, Sjaposjnikova, Zacharova ·
1984: Szabo, Cutina, Păucă, Grigoraș, Stănuleț, Agache ·
1988: Baitova, Sjevtsjenko, Strazjeva, Lasjtsjenova, Boginskaja, Sjoesjoenova ·
1992: Boginskaja, Lysenko, Galijeva, Goetsoe, Groedneva, Tsjoesovitina ·
1996: Miller, Dawes, Strug, Moceanu, Phelps, Chow, Borden ·
2000: Răducan, Amânar, Olaru, Boboc, Isărescu, Presăcan ·
2004: Ban, Eremia, Ponor, Roșu, Șofronie, Stroescu ·
2008: Yang, Cheng, Jiang, Deng, He, Li ·
2012: Douglas, Maroney, Raisman, Ross, Wieber ·
2016: Biles, Douglas, Hernandez, Kocian, Raisman ·
2020: Achajmova, Listoenova, Melnikova, Oerazova ·
2024: Biles, Carey, Chiles, Lee, Rivera